# Geophilus sukacevi
Geophilus sukacevi är en mångfotingart som först beskrevs av Folkmanova 1956.  Geophilus sukacevi ingår i släktet Geophilus och familjen storjordkrypare. Inga underarter finns listade i Catalogue of Life.